# Dvotaktni dizel
Dvotaktni dizel ali dvotaktni dizelski motor je vrsta dizla z notranjim zgorevanjem, ki deluje na principu dveh taktov. Sicer se je od leta 1900 do 1930 večinoma uporabljalo štiritaktni dizel. V 1930ih so tehnološke novosti privedle do precej boljših sposobnosti dvotaktnih motorjev. 
Dvotaktni motorji so bolj preprosti mehanično, vendar pa bolj zahtevni termodinamično in aerodinamično. Štirje takti (sesanje, kompresija, vžig in izpuh) se morajo izvesti v eni revoluciji pogonske gredi. Vsi dvotaktni dizli potrebujejo prisilno dovajanje zraka: mehanični ventilator ali pa turbopolnilnik. Za razliko od teh pa dvotaktni Ottovi (bencinski) motorji delovanje ne potrebujejo turbopolnilnika.
Uporabljajo se za pogon lokomotiv, tankov, offroad tovornjakov, veliki pa za pogon ladij ali pa generiranje elektrike. Ob izumu parne turbine je veliko tovornih ladij uporabljalo ta način pogona, ki se je potem spremenil na dizelska zaradi večjih izkoristkov. Premer cilindrov dosega  960 mm pri Wartsila RTA96 in celo 1080 mm pri MAN B&W K108ME. Posebnost velikih dizelskih motorjev je dolg hod valja, s čimer dosežemo večjo ekspanzijo in dobim večje tehnično delo. Pri avtomobilskih motorjih je hod valja približno enak premeru cilindra t. i. (ang. Squared engine).
Izkoristek velikih ladijskih dvotaktnih dizelskih je okrog 50%, torej največ od vseh motorjev z notranjim zgorevanjem (najboljša plinska turbina v enem ciklu nekaj čez 40%). Poraba goriva je tako 171 g/(kW·h). Uporabljajo poceni gorivo mazut (ang. Bunker Fuel), ki ga je treba pred uporabo ogreti, da sploh teče. Največkrat se uporablja CommonRail sistem za vbrizg goriva. Kljub nizki kvaliteti goriva, delujejo motorji z majhno obrabo cilindrov, zelo zanesljivo in efektivno. Vendar pa potrebujeo za delovanje sorazmerno drago mazalno olje. Veliki ladijski motorji delujejo pri nizkih vrtljaji okrog 100 ali manj vrtljajev na minuto, sposobni so celo samo 22 RPM. Propeler je največkrat kar direktno (brez reduktorja) povezan na glavno gred. Štart velikih dvotaktnihi motorjev za ladje se izvede s pomočjo stisnjenega zraka. 

## Tehnične specifikacije
Primer Wärtsilä-Sulzer RTA96-C:
| Konfiguracija                     | Dvotaktni turbopolnjeni vrstni dizel, 6 do 14 valjev              |
| Premer cilindra                   | 960 mm                                                            |
| Dolžina hoda valja                | 2,500 mm                                                          |
| Delovna prostornina               | 1,820 litrov na valj                                              |
| Hitrost                           | 22–102 RPM                                                        |
| Navor                             | 7603850NM (5,608,310 lbf·ft) @ 102 rpm                            |
| Sreednji efektivni tlak           | 1.96 MPa pri polni moči , 1.37 MPa pri največjem izkoristku (85%) |
| Srednja hitrost bata              | 8.5 m/S                                                           |
| Specifična poraba goriva          | 171 g/(kW·h)                                                      |
| Moč                               | do 5,720 kW na valj, 34,320–80,080 kW (46,680–108,920 KM skupaj   |
| Razmerje moč/teža                 | 29,6 do 34,8 kW na tono, 2300 ton za 14-cilindrično verzijo       |
| Masa goriva na cilinder (1 cikel) | ~160 g @ ob polni moči                                            |

## Proizvajalci dvotaktnih motorjev
- Detroit Diesel
- Gray Marine
- Electro-Motive Diesel
- MAN Diesel & Turbo je prevzel danskega Burmeister & Wain (B&W)
- Mitsubishi Heavy Industries
- Rootes Group
- Wärtsilä, prevzela Sulzer

Zanimivo je, da so najmanjši batni motorji dvotaktni bencinski (moč okrog 1 KM ali manj) in največji batni motorji tudi dvotaktni, in sicer dizel (čez 100.000 KM), predlagani MAN BW celo 136.000 KM.